# Подметально-уборочная машина
Подметально-уборочная машина — самоходное транспортное средство, используемое в городском дорожном хозяйстве для уборки пешеходных зон, парковых территорий, автомобильных городских дорог в стеснённых городских условиях, а также в зонах промышленного и социального назначения (вокзалы, технологические дороги на территории заводов и т. д.)

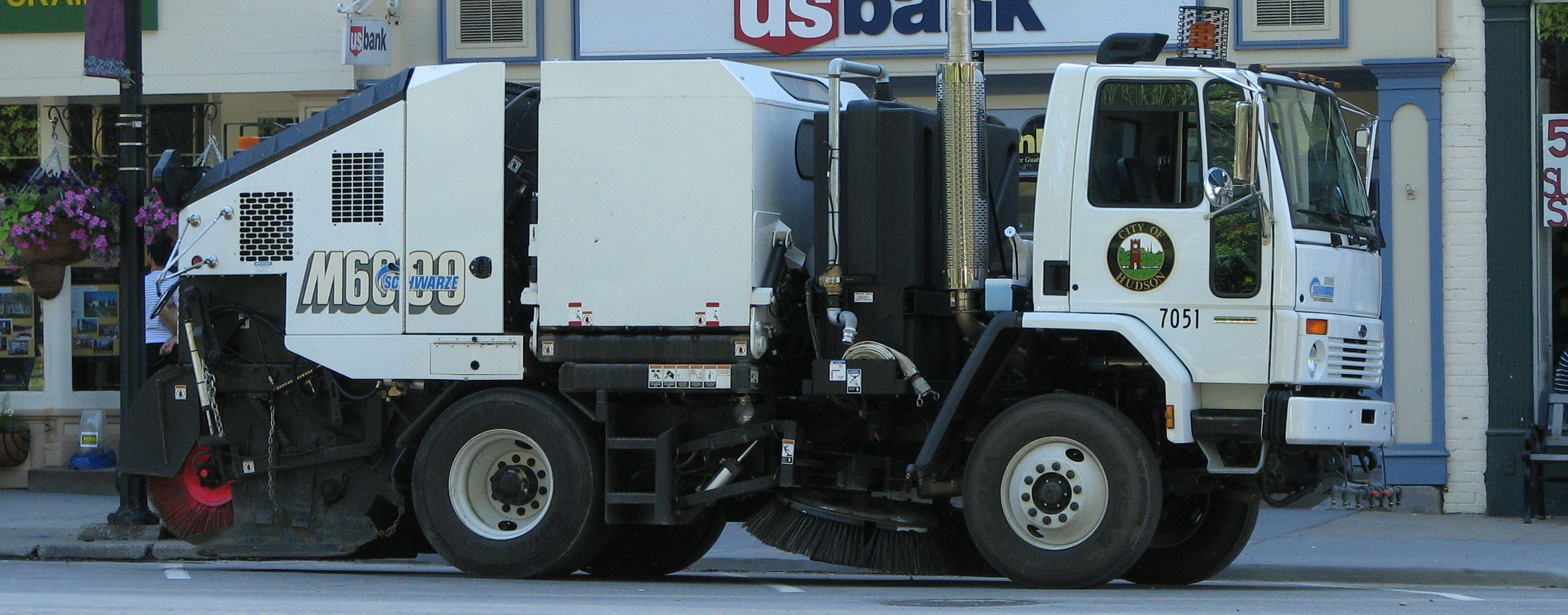
Подметально-уборочная машина Schwarze M6000 в США

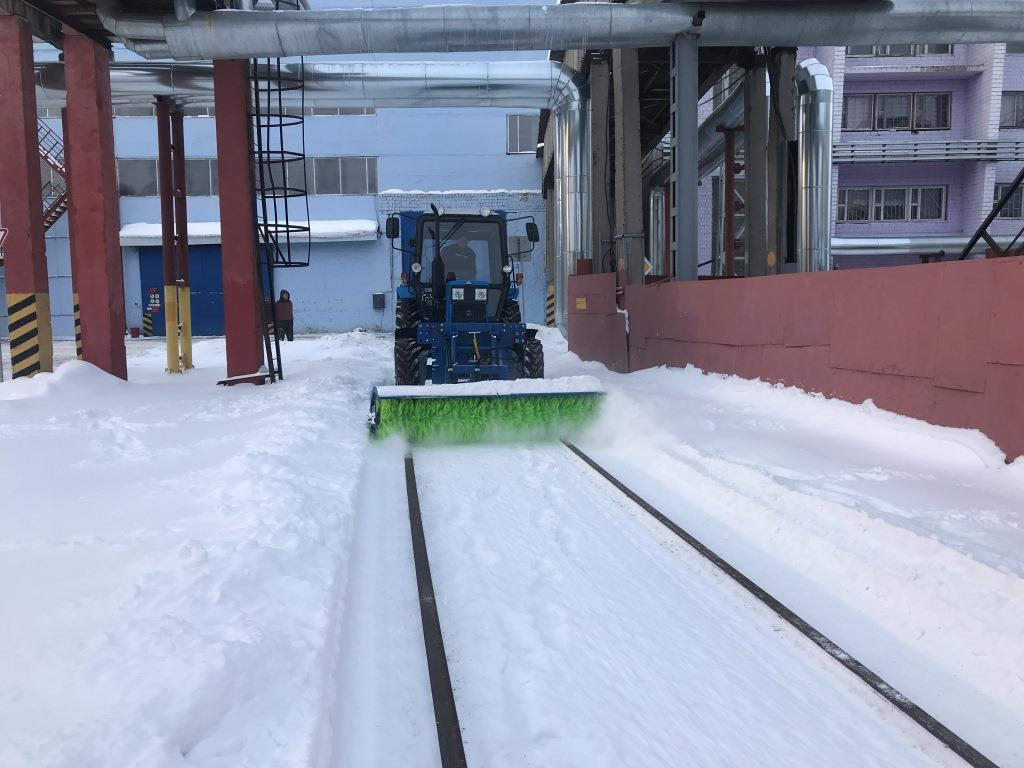
Подметальная универсальная машина для автодорог и рельсового пути

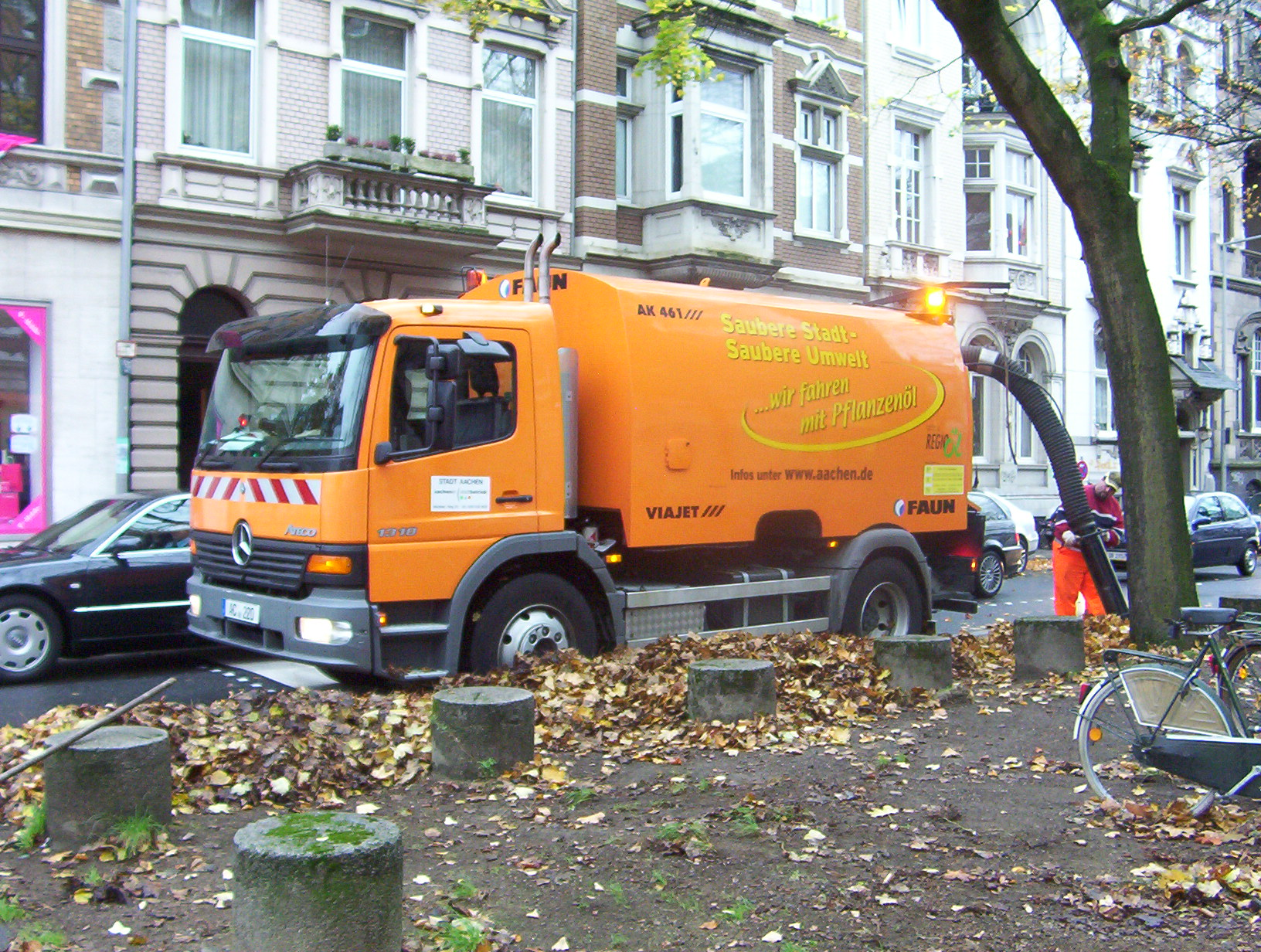
Уборочная машина Viajet AK 461, действующая по принципу пылесоса, в Германии

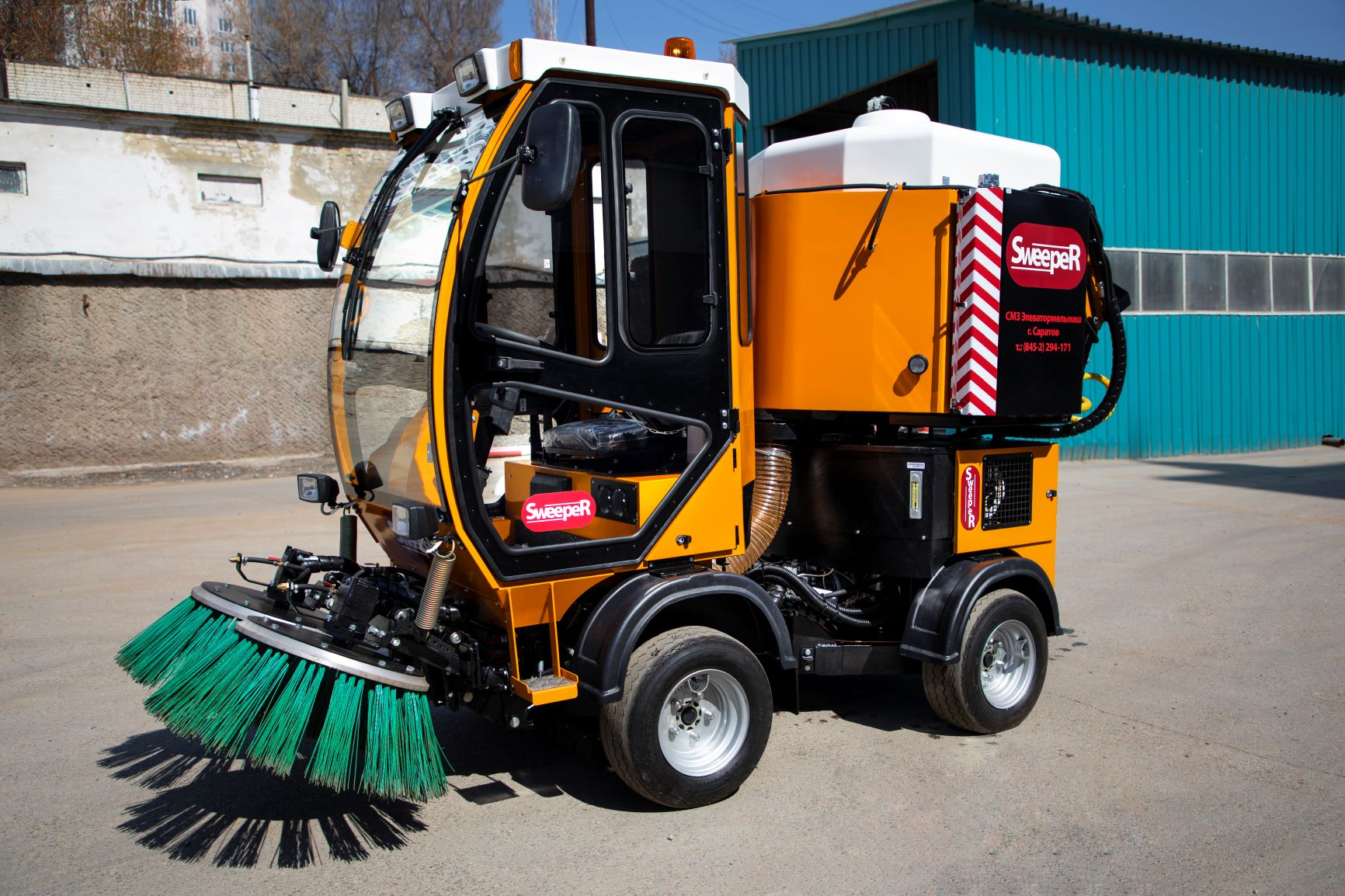
Sweeper ММК-1000 малогабаритная подметальная машина (производство РФ)

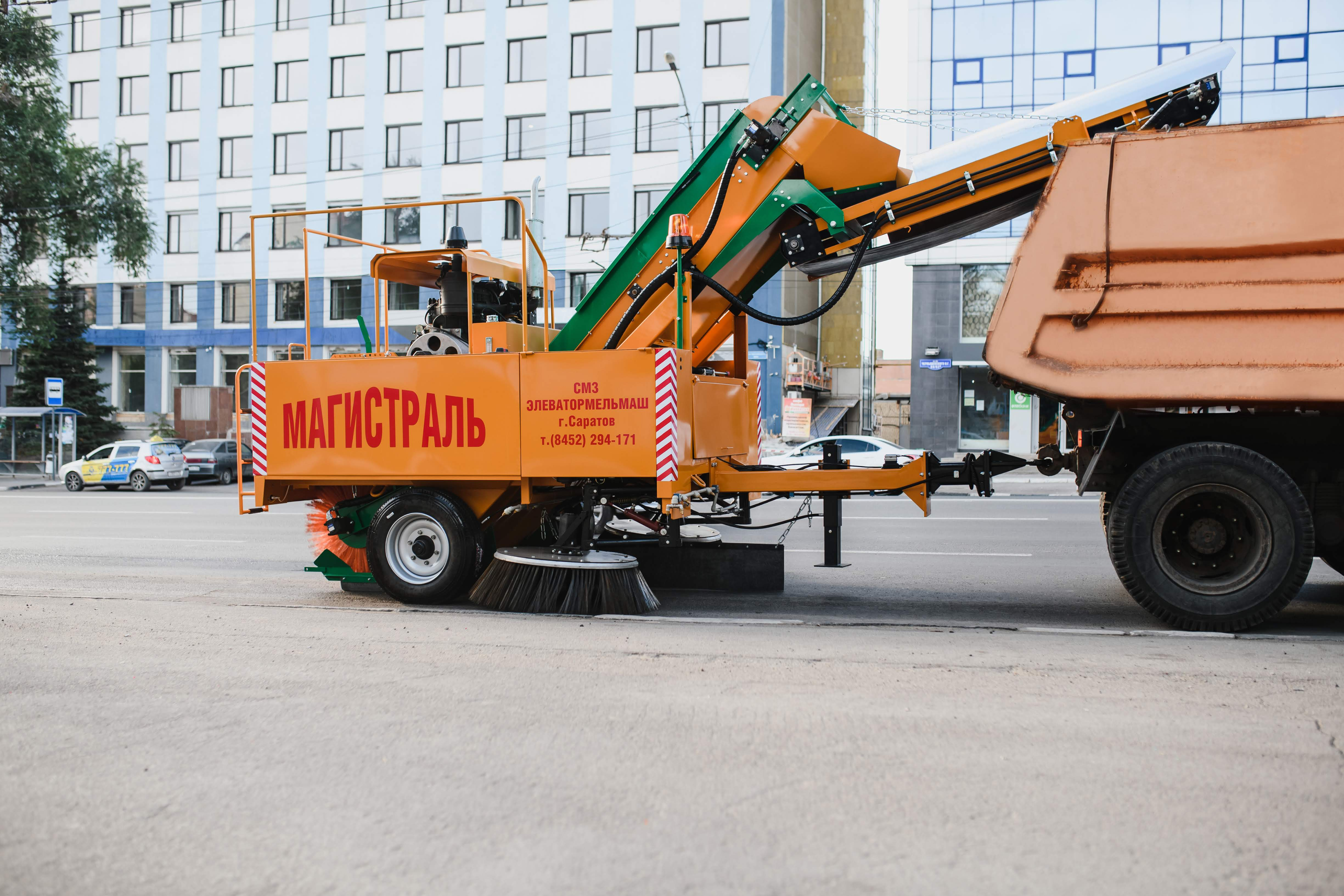
ПУМ-001 Магистраль, прицепная подметально-уборочная машина (производство РФ)

## Виды подметально-уборочных машин
На сегодняшний день существует множество вариантов машин для уборки города, среди которых выделяются:
- Прицепные уборочные машины
- Уборочные машины на базе грузового автомобиля
- Малогабаритные уборочные машины
- Субмалогабаритные уборочные машины

По принципу работы они делятся на подметально-уборочные машины с механическими щетками, вакуумно-уборочные машины (действуют по принципу пылесоса) и вакуумно-подметальные машины, у которых вакуумное сопло-подборщик используется в комбинации с подметальными щетками.

### Прицепные уборочные машины
Прицепные уборочные машины представляют собой несамоходное, буксируемое транспортное средство, имеющее одну или две двухколёсных оси, и работает в паре с самосвалом. Такие уборочные прицепы как правило имеют собственную энергетическую установку, в виде дизельного или бензинового двигателя, прицепное устройство, которым они агрегатируются с фаркопом самосвала, транспортёрную ленту для выброса смета в самосвал, систему приводов щёток.
Существуют уборочные прицепы укомплектованные собственным бункером для сбора смета, и агрегатируемые тракторными прицепами.
Существенное преимущество прицепных подметальных машин заключается в высокой производительности (до 1,2 тонны в минуту) и способности быстро убирать все разновидности мусора, песка и гравия, такие машины качественно убирают даже слежавшийся смет после зимнего сезона, что зачастую не под силу вакуумным дорожным пылесосам.

### Малогабаритные уборочные машины

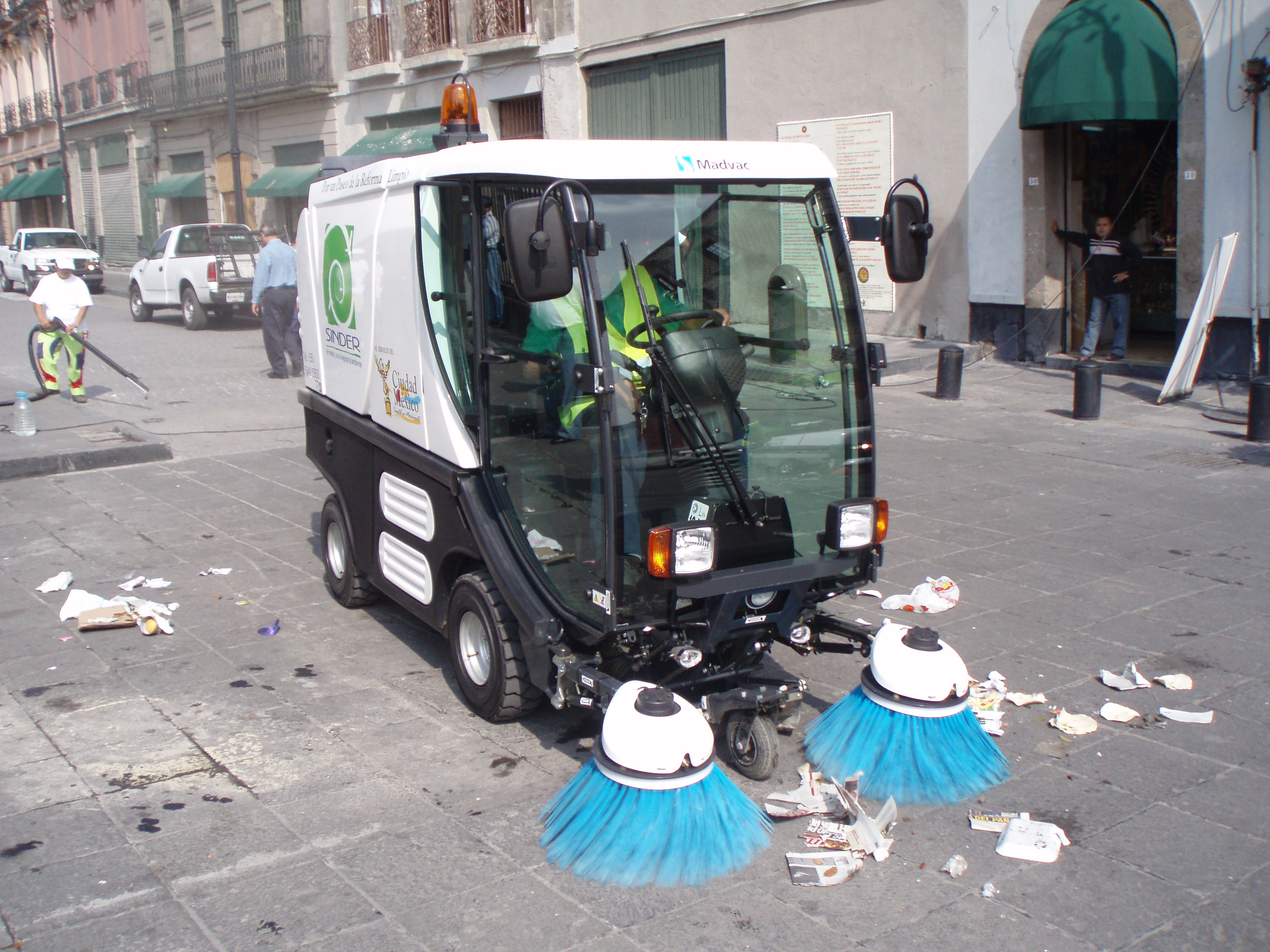
Малогабаритная уборочная машина CN100 Sinder

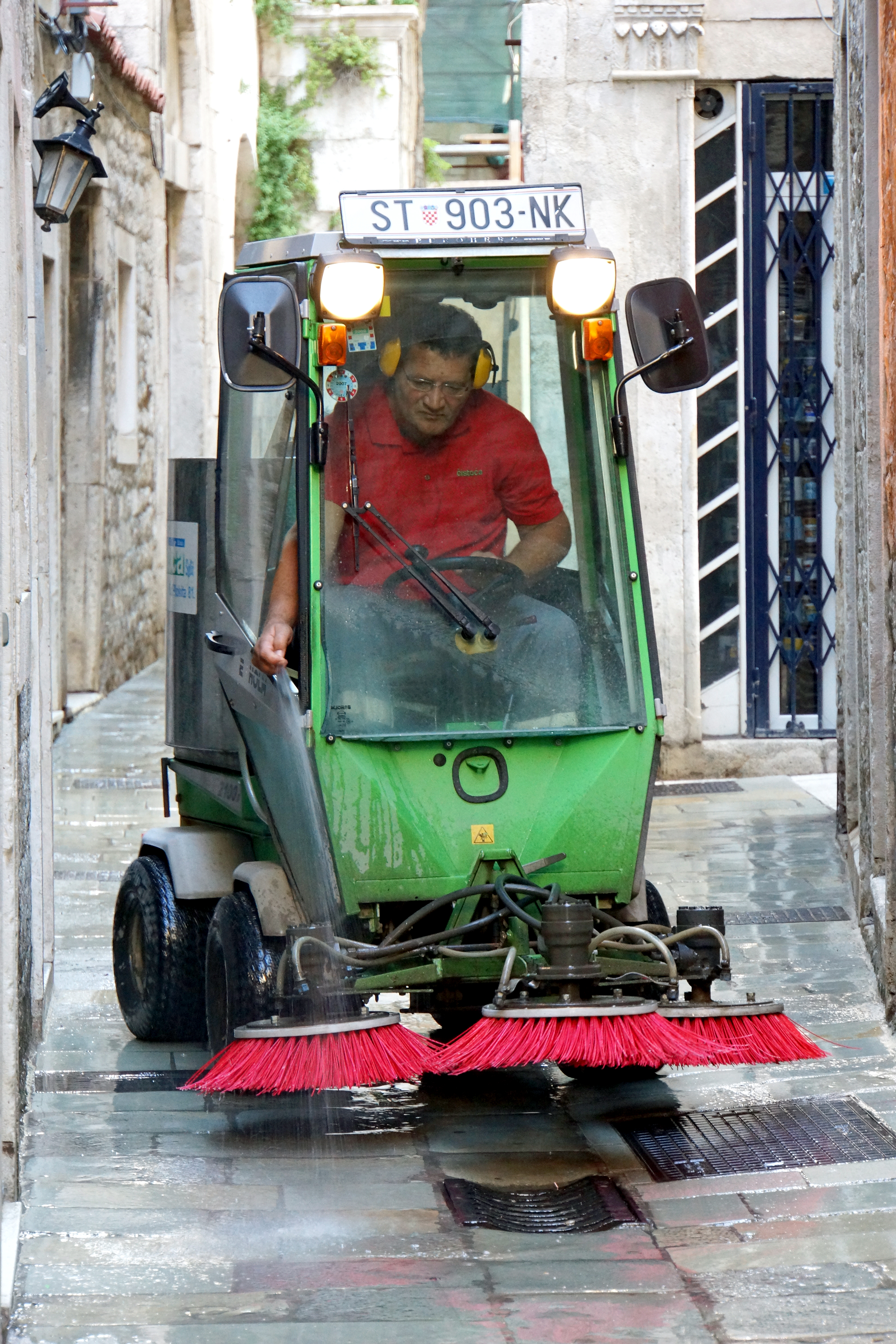
Уборочная машина в Хорватии

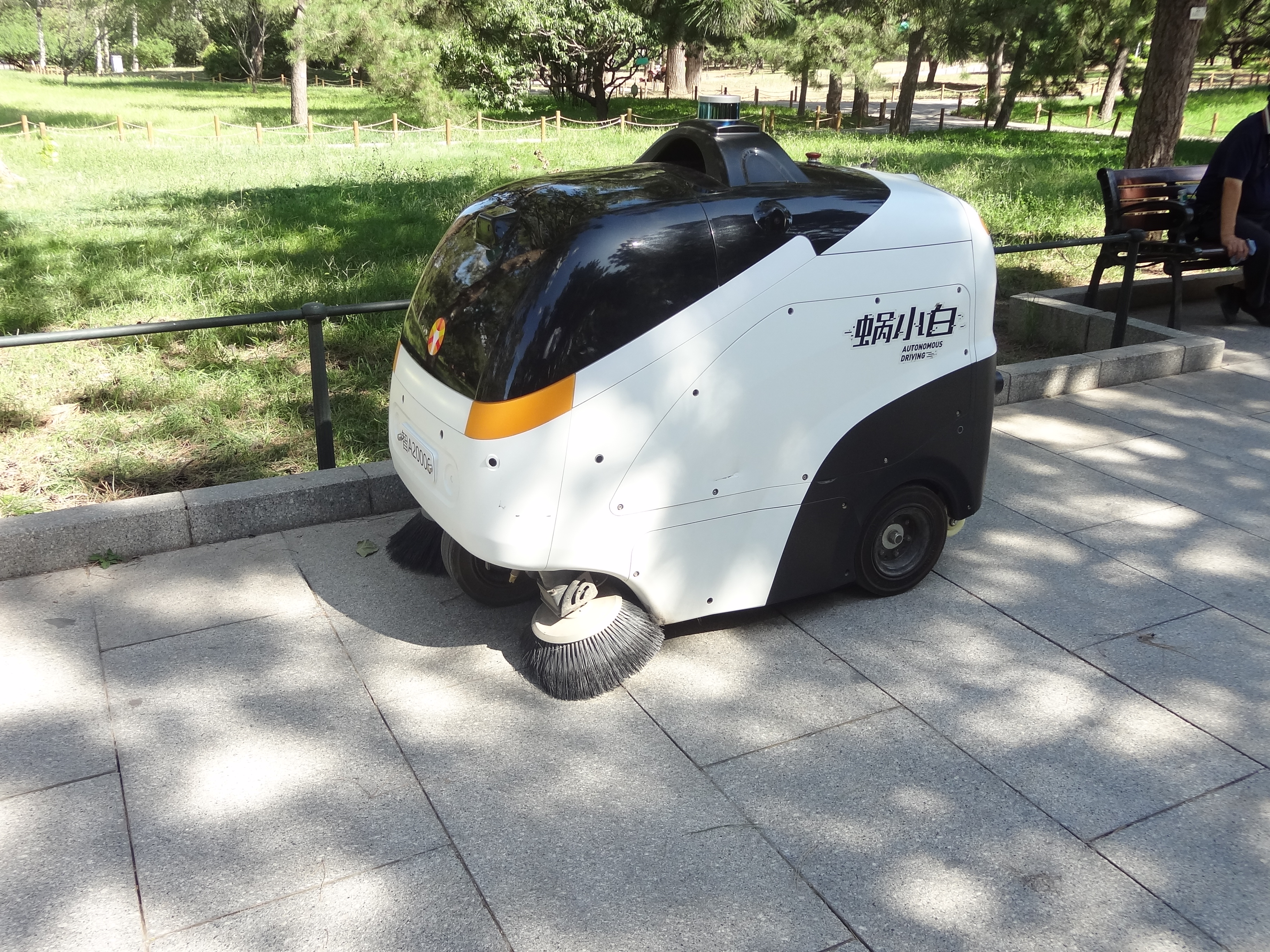
Робот-уборщик в ботаническом саду в Китае

Малогабаритные уборочные машины являются основными уборочными машинами в городах Европы. В России малые размеры и манёвренность машин завоевали популярность среди коммунальных служб для проведения уборочных работ в пешеходных зонах, на бульварах, в  парковых зонах, а также на больших площадях социального и промышленного назначения таких как перроны вокзалов, речные и морские порты, технологические трассы на заводах и промышленных зонах.
Неоспоримым преимуществом малогабаритных уборочных машин, является их манёвренность, и возможность работы в стеснённых условиях. Многие машины имеют минимальный угол разворота, за счёт поворота одной из оси практически на 90 град. Таким образом машина испанского производства PIQUERSA 40.6 может вращаться на одном месте вокруг своей оси, что позволяет работать в самых стеснённых городских условиях.
Альтернативным вариантом сокращения угла поворота, является использование в конструкции машины шарнирно-сочленённой рамы, как это реализовано в немецкой машине BUCHER City-cat 2020, машинах российского производства SWEEPER ММК-1000, SWEEPER ММК-1500. При таком устройстве машина делится на две части — в передней части располагается кабина оператора и система фронтальных щёток, а с задней стороны насосная установка и бункер для сбора смета. Данная система обеспечивает так же минимальный угол разворота, но минусом является ремонтопригодность рамной конструкции, на которую при продолжительной работе оказывается высокое давление.
Благодаря системе фронтальных щёток, а также боковой манипуляторной щётке, малогабаритные уборочные машины позволяют выметать мусор и осуществлять влажную уборку в труднодоступных местах: под скамейками и дорожными ограждениями, вдоль остановочных комплексов и киосков.
Уборочные малогабаритные машины могут быть укомплектованы рукавом ручной уборки, которая позволяет оператору выполнять уборочные работы в не доступных для проезда местах.

## История
Первые советские подметально-уборочные машины ПУ-7 появились в 1930-х годах; они конструировались на базе автомобилей ГАЗ-АА и ГАЗ-ММ.